# Tablas estadísticas
En el ámbito de la tabla estadística, es una parte importante, son las funciones estadísticas, tanto continuas como discretas, que nos permiten determinar las probabilidades de un suceso, partiendo del modelo estadístico al que ese suceso se ajusta. Claro que no siempre es así.
En la práctica, cuando queremos saber el valor numérico de esa probabilidad, no solamente la expresión que la determina, necesitamos cuantificar la distribución de probabilidad, que no suelen ser expresiones sencillas, en los últimos tiempos el desarrollo de la informática, facilita grandemente estos cálculos, pero la utilización de tablas estadísticas es lo más corriente.
La tabla estadística es una representación matemática que permite interpretar los datos recogidos sobre una situación mediante su clasificación y organización en filas y columnas, permitiendo representar de manera accesible información compleja, facilitando la comparación y la comprensión de la evolución de distintas variables o datos que haya en la situación planteada.

## Ejemplos de tablas estadísticas

### Tabla de la "distribución normalestandarizada acumulada"
La tabla presenta valores de A(z) para diversos valores de z (la variable cuya distribución es normal). 
A(z) es la integral de la distribución normal estandarizada desde −∞ a z (en otras palabra el área debajo de la curva de la distribución a la izquierda de z).   El valor de A (z) es la probabilidad de que una variable con distribución normal no se encuentre a más de una cantidad de z desvíos estándar por sobre su valor promedio.
La distribución normal estandarizada tiene por función de densidad:
{\displaystyle f(x)={\frac {e^{-{\frac {1}{2}}({x})^{2}}}{\sqrt {2\pi }}}}
La función de distribución para {\displaystyle Z<x\,}, sería:
{\displaystyle P(Z<x)=\int _{-\infty }^{x}f(u)\,du}
donde:
{\displaystyle \int _{-\infty }^{x}f(u)\,du=\int _{-\infty }^{x}{\frac {e^{-u^{2}/2}}{\sqrt {2\pi }}}\,du}
La tabla distribución normal estandarizada, presenta las soluciones a esta integral (área sombreada en amarillo en la curva adjunta) para distintos valores de x, hay varios modelos de tablas de este tipo, así como algoritmos para su cálculo por ordenador, podemos ver un ejemplo de este tipo de tablas.

### Tabla de valores críticos la "distribución t de Student"
La distribución t de Student, tiene por función de densidad:
{\displaystyle t_{n}(x)={\frac {1}{\sqrt {n\pi }}}\cdot {\frac {\Gamma ({\frac {n+1}{2}})}{\Gamma ({\frac {n}{2}})}}\cdot {\Bigg (}1+{\frac {x^{2}}{n}}{\Bigg )}^{-{\frac {n+1}{2}}}}
Donde el parámetro n de {\displaystyle t_{n}\,}, se denomina grados de libertad de la distribución.
La distribución t de Student existe para todos los valores de x reales, y es simétrica respecto al eje y.
La distribución de probabilidad de esta función para valores menores de un x dado, que representamos por {\displaystyle P(t_{n}<x)\,}
{\displaystyle P(t_{n}<x)=\int _{-\infty }^{x}t_{n}(u)\,du}
donde:
{\displaystyle \int _{-\infty }^{x}t_{n}(u)\,du=\int _{-\infty }^{x}{\frac {1}{\sqrt {n\pi }}}\cdot {\frac {\Gamma ({\frac {n+1}{2}})}{\Gamma ({\frac {n}{2}})}}\cdot {\Bigg (}1+{\frac {u^{2}}{n}}{\Bigg )}^{-{\frac {n+1}{2}}}\,du}
Para el cálculo de esta integral (el área de la zona coloreada en amarillo en la curva adjunta) existen distintos tipos de Tabla de distribución t de Student, en la que para distintos valores de n y de x se puede buscar su probabilidad acumulada p, veamos una de esas tablas.